# Archivo Histórico de Comisiones Obreras de Cataluña
El Archivo Histórico de Comisiones Obreras de Cataluña (Arxiu Històric de Comissions Obreres de Catalunya) o AHCO, es el archivo de una organización sindical cuyos objetivos fundacionales, son la recuperación, el tratamiento archivístico, la conservación y difusión del patrimonio histórico documental sobre el mundo del trabajo, con especial protagonismo de Comisiones Obreras, durante la Dictadura Franquista y la Transición Española entre 1939-1978. El resultado es la organización de diferentes fondos documentales agrupados según la naturaleza y actividad de los organismos que han generado la documentación, respetando así el principio de procedencia.

## Historia
El AHCO se constituyó en el año 1990, siendo inaugurado en noviembre de 1992. Dos años más tarde, en 1994 se registra la Fundación, que en 1995 adopta el nombre de Cipriano García, en honor a un dirigente histórico de las Comisiones Obreras de Cataluña. A partir de ese momento será la Fundació Cipriano García la encargada de gestionar el archivo.
El objetivo principal de la Fundación es contribuir a la recuperación de la memoria histórica del movimiento obrero y de otros movimientos sociales catalanes que sufrieron una fuerte represión durante el Franquismo. Para ello llevan a cabo una labor de recuperación, tratamiento archivístico, conservación y difusión del patrimonio histórico documental, vinculado al mundo del trabajo, con especial protagonismo del movimiento sindicalista de Comisiones Obreras de Cataluña, desde el inicio del Franquismo hasta la Transición Española.

Con el fin de difundir sus fondos, la Fundación Cipriano García ha establecido convenios de colaboración con los departamentos de historia contemporánea de la [[Universidad Autónoma de Barcelona]], y con la [[Universidad Pompeu Fabra]].

Desde 1995 el Archivo Histórico de Comisiones Obreras de Cataluña es socio de la Asociación de Archivos de Cataluña y del Consejo Internacional de Archivos (CIA/ICA) y desde 1997 colaboradora con el Archivo Nacional de Cataluña.

Este archivo histórico también, forma parte de la Red de Archivos Históricos de CCOO de España, un proyecto que se puso en marcha en 1992, y en el cual participan las uniones regionales y confederaciones sindicales de Andalucía, Asturias, Cataluña, Galicia, Baleares, Madrid y Comunidad Valenciana.

### Historia del edificio

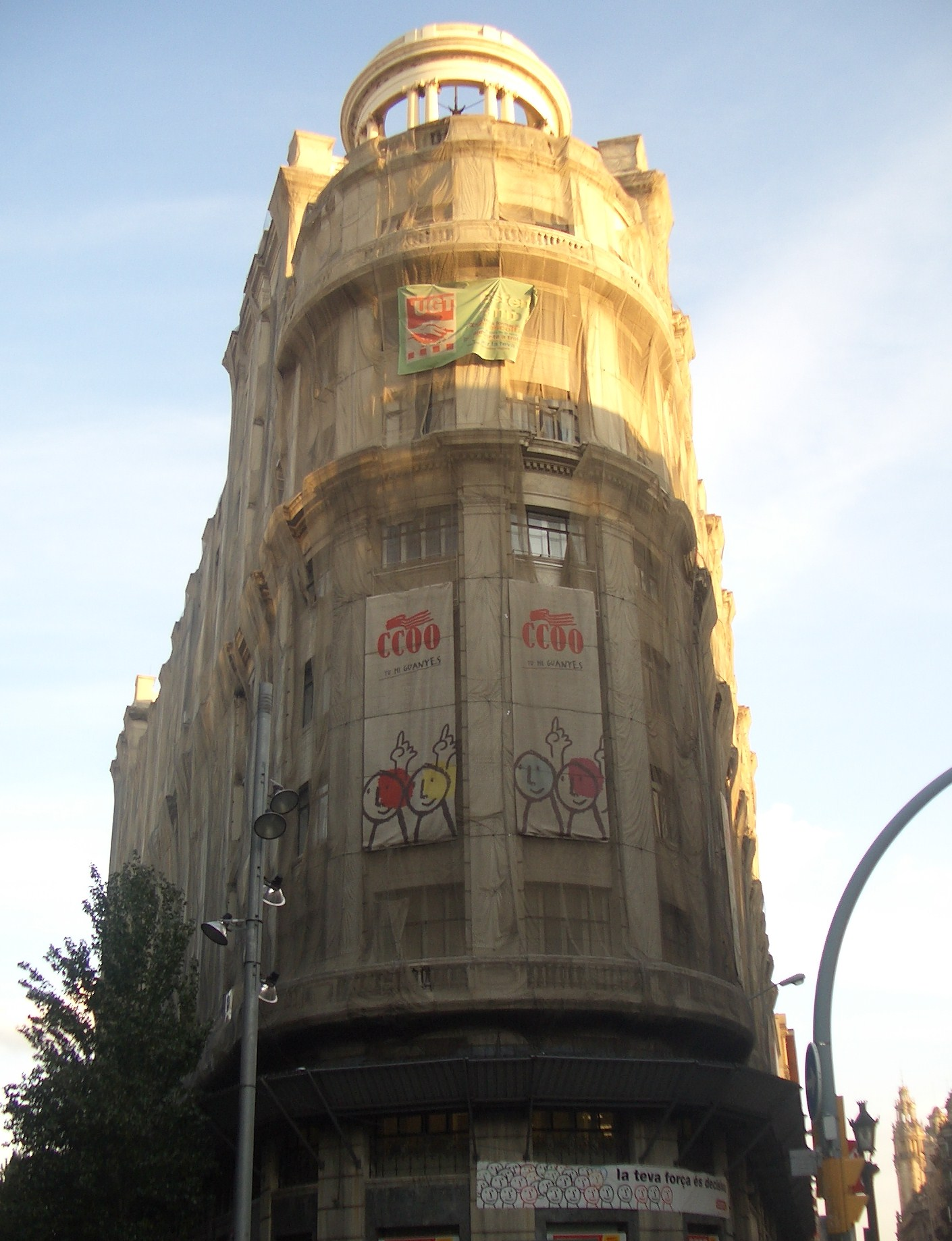
Edificio de los sindicatos de Cataluña en Via Layetana

El edificio es un ejemplo de arquitectura de carácter monumental. Está situado en una de las arterias del centro de la ciudad de Barcelona: la Vía Layetana. Su construcción fue iniciada en 1916 y remozada en sucesivas fases, siendo finalizada hacia el año 1926. Este edificio a lo largo de los años se ha ido transformando con los avatares históricos de la época. En sus orígenes fue sede de la empresa Hermanos Güell y Cia. Hacia los años treinta pasó a ser un edificio de oficinas de empresas privadas y de la administración pública. Durante la guerra civil española se instaló en varias de sus plantas la Consejería de Trabajo y Obras Públicas de la Generalidad de Cataluña Republicana, (por esos mismos años Vía Layetana pasó a denominarse Vía Durruti, en reconocimiento al líder anarquista, fallecido en la guerra civil española, Buenaventura Durruti). En plena Guerra Civil también cumplió funciones de refugio antiaéreo. Con la victoria franquista, el edificio pasó a ser la sede de la Delegación Provincial de Sindicatos de la Central Nacional Sindicalista (CNS) hasta el año 1975. Iniciado el proceso de transición política en España, las autoridades reconvirtieron el Sindicato Vertical en la Asociación Interprofesional de Servicios Sociolaborales (AISS). Una vez suprimida la AISS, en la década de los ochenta, el edificio fue ocupado por las nuevas administraciones, central y autonómica, surgidas de la legalidad democrática, hasta 1989. Fue a partir de este momento cuando, a través de una cesión de uso, para compensar el “patrimonio sindical acumulado”, Comisiones Obreras de Cataluña pasó a ocupar parte del edificio, concretamente las plantas del número 16.

### Contexto histórico
Durante el régimen franquista se declararon ilegales todas las organizaciones obreras y se prohibieron todos los derechos de libre asociación y huelga. Junto a esta desarticulación del sindicalismo obrero, el nuevo “estado” configuró otro tipo de relaciones sindicales y laborales que anulasen toda posibilidad de reivindicación obrera.
Ya durante la guerra civil española en la zona franquista se había instituido un modelo de sindicalismo oficial, inspirado en el fascismo italiano y en el corporativismo católico. En abril de 1937 se crearon las Centrales Nacionales Sindicalistas (CNS), las cuales perduraron durante 40 años. En la misma línea el 9 de marzo de 1939 se promulgó el Fuero de los Españoles que abogaba por la defensa de un sindicalismo vertical, integrado por empresarios y trabajadores, como instrumento para la superación de la lucha de clases.
Este será el marco histórico en el que a finales de los años 50, principios de los 60 comienza a surgir cierta renovación del movimiento obrero. Pierre Vilar distingue tres factores que predeterminan la dinámica del movimiento obrero catalán: Primero un crecimiento numérico y renovación generacional de la clase obrera (jóvenes que ya no han vivido la guerra civil), segundo un vacío ideológico y por último un crecimiento económico y aumento de productividad, lo que hace esperar una mejor distribución de los beneficios industriales. A estos tres factores hay que sumarle la coyuntura económica en plana recesión, 1959-1960, y la tensión social que reaparece en Cataluña a inicios de 1961, alimentada por el bloqueo salarial vigente del Plan de Estabilización de 1959, las constantes huelgas de autobuses en Barcelona y sobre todo la noticia en 1962 durante la negociación de los convenios colectivos de empresas, del estado de excepción instaurado en Asturias, Guipúzcoa y Vizcaya.
Todos estos elementos configuraron un caldo de cultivo perfecto para la reactivación del movimiento obrero. De esta forma y en la clandestinidad surgen los sindicatos, impulsados por partidos políticos también organizados en clandestinidad como el PSUC o PCE.
El sindicato de las Comisiones Obreras, nace y se desarrolla en este contexto, no siendo legalizado hasta 1977. Su ámbito de actuación esta siempre al margen de la ley vigente: La celebración de Congresos, la movilización y captación de afiliados, las protestas callejeras, las manifestaciones o huelgas. Ante esta realidad es fácil entender que gran parte de los fondos de los Archivos Históricos de las Comisiones Obreras y en concreto los del archivo de la Fundación Cipriano García, no estén completos. La mayor parte de esta documentación sigue hoy en día en manos privadas, y otra mucha fue destruida o escondida en momentos de represión del régimen franquista. Aquí reside que una de las principales labores de estos Archivos se centre en la recuperación de esta documentación, para poder de alguna manera restaurar a la sociedad la memoria del obrero catalán.

### Biografía de Cipriano García
García Sánchez, Cipriano (Manzanares de la Mancha, Ciudad Real 1927- Casteldefells 1995)
Destacado sindicalista y político, de origen obrero. Llegó a Cataluña en 1951 al barrio de Can Anglada, Tarrasa (Barcelona). Trabajó en “Cerámicas Egara”, siendo elegido enlace sindical en 1953. Un año después ingresó en el Partido Socialista Unificado de Cataluña (PSUC). Se destacó por participar en diferentes protestas populares como la llevada a cabo en enero de 1956 en Tarrasa conocida como la “manifestación de las bicicletas”, revuelta social no autorizada dirigida contra la subida de los impuestos municipales por el uso de este transporte, el más habitual entonces, entre los trabajadores.
Ese mismo año, participó en el I Congreso del PSUC, celebrado en la clandestinidad en Francia. En 1957 fue detenido y encarcelado hasta 1959. Un año después de su liberación intervino en las protestas que denunciaban las detenciones de Jordi Pujol y Soley por los llamados “Hechos de Palacio”, lo que le comportó un consejo de guerra, junto con otros militantes obreros, siendo acusados de rebelión militar y condenados. Cuando salió del penal de Burgos en 1964 se reincorporó al núcleo comunista de Tarrasa para impulsar la creación de las Comisiones Obreras del Vallés. El año siguiente asistió al II Congreso de su organización política (PSUC), donde fue escogido miembro del Comité Central y del Comité Ejecutivo, y asistió al VII Congreso del Partido Comunista de España, siendo designado también, miembro de su Comité Central. Con motivo de la jornada del “27 de octubre de 1967”, la primera convocatoria de Comisiones Obreras coordinada a nivel español, fue nuevamente detenido en Tarrasa (Barcelona). Desde entonces fue uno de los impulsores de la Comisión Obrera Nacional de Cataluña, constituida en 1967, y formó parte de la Coordinadora General de las Comisiones Obreras. La caída de este organismo, en el año 1972, de la cual se escabulló, y el posterior juicio contra sus dirigentes, en el conocido como “Proceso 1001”, provocó que pasara a ser el máximo responsable de esta coordinadora hasta finales del año 1975, en un periodo de máxima expansión y consolidación de este movimiento sociopolítico. Entre sus escritos destacan “La clase obrera y el problema nacional” en Cataluña 70, Barcelona, 1970; “El modelo Tarrasa” a “Nuestra utopía. PSUC cincuenta años de historia”.

## Fondos del AHCO. Fundació Cipriano García

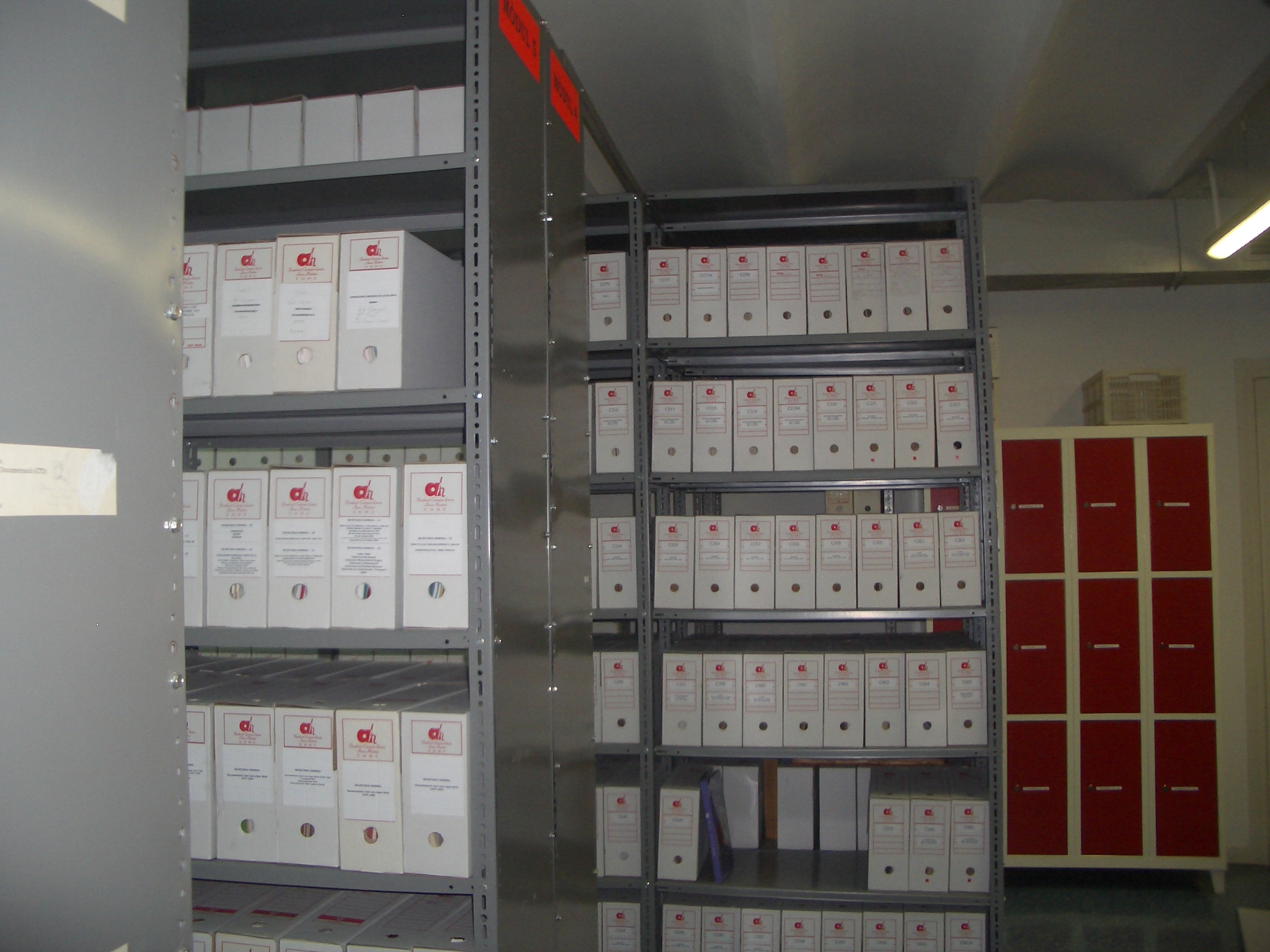
Depósito del AHCO

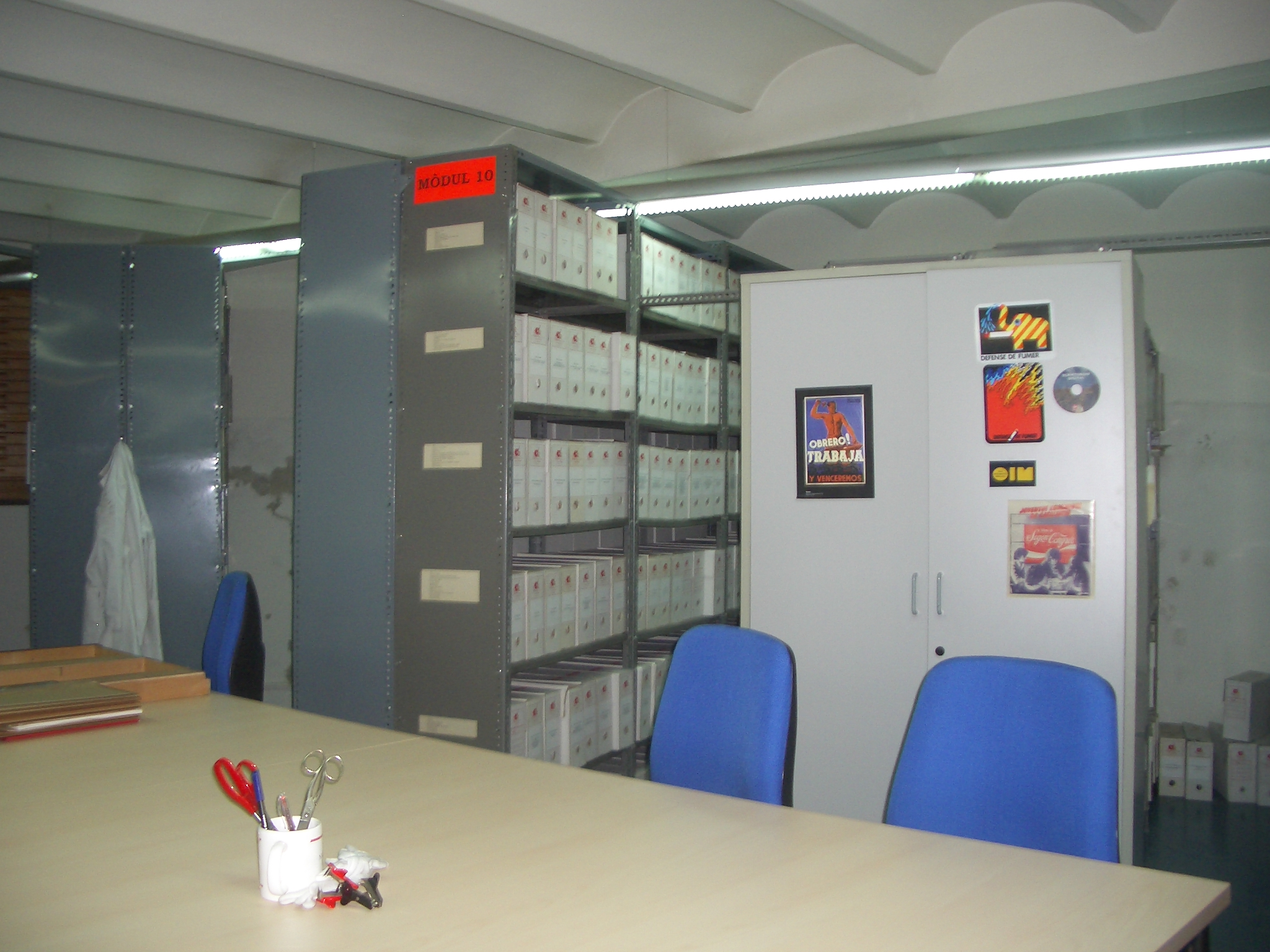
Depósito y mesa de trabajo del AHCO

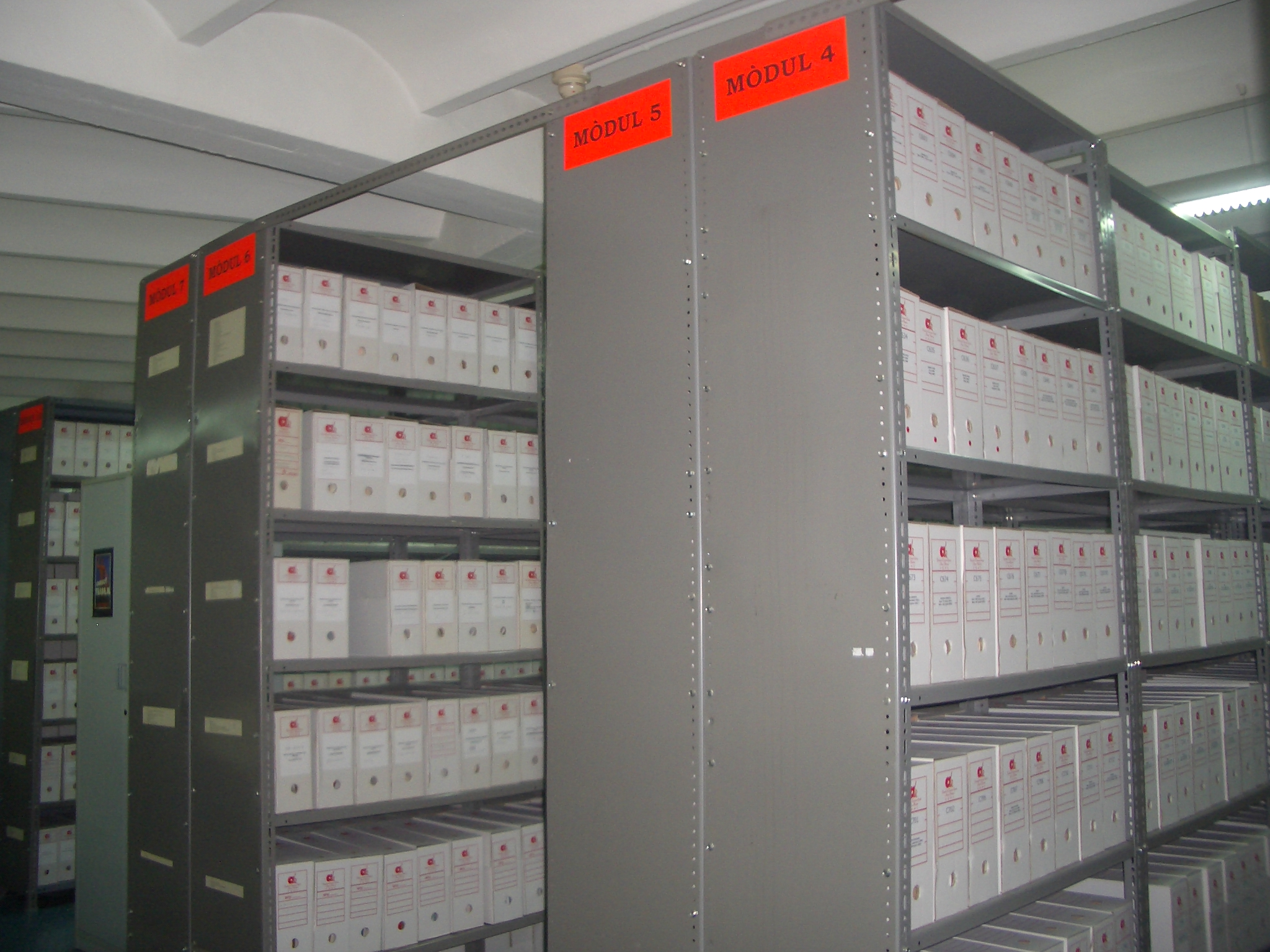
Módulos del depósito AHCO

El Archivo Histórico de Comisiones Obreras de Cataluña, o Arxiu de Comissions Obreres de Catalunya, custodia fondos de diferentes organizaciones o entidades, la mayoría son fondos incompletos, en ocasiones son documentos sueltos o expedientes aislados. Es necesario entender que muchas de las instituciones u organizaciones generadoras de esta documentación, actuaron de forma clandestina durante el franquismo y que no siempre su existencia se ha prolongado en el tiempo. Circunstancias que dificulta la recuperación de parte de los fondos ya que muchos de ellos están en manos privadas, o simplemente se han perdido a lo largo del tiempo.
Los diferentes fondos que custodia el AHCO se clasifican en:
| FONDOS                                                     | METROS LINEALES | PERIOCIDAD QUE ABARCAN |
| A. FONDOS CCOO Periodo ilegal                              | 1 ml            | 1968-27.04.1977        |
| B. FONDOS CCOO Periodo legal                               | 68 ml           | Desde 27.04.1977       |
| C. FONDOS PERSONALES                                       | 46 ml           | 1966-1978              |
| D. FONDOS DE ENTIDADES                                     | 12,7 ml         | -                      |
| E. FONDOS DE ASESORIAS Y ABOGADOS LABORALISTAS             | 15 ml           | 1960-1977              |
| F. FONDOS DE EMPRESAS                                      | 7,2 ml          | 1912-1989              |
| G. FONDOS DE ÓRGANOS DE REPRESENTACIÓN DE LOS TRABAJADORES | 50 ml           | 1952-198               |
| H. FONDOS ESPECIALES Y OTRAS COLECCIONES FACTICIAS         | 7,5 ml          | _                      |

Dentro de los fondos especiales y colecciones facticias, podemos destacar:
| ARCHIVO GRÁFICO | TOTAL | PERIOCIDAD QUE ABARCAN |
| CARTELES        | 3500  | 1970-1999              |
| ADHESIVOS       | 1038  | 1975-1999              |

| FOTOTECA (Fotografías y Negativos)         | TOTAL | PERIOCIDAD QUE ABARCAN |
| REVISTA “ARREU”                            | 2200  | 1976-1977              |
| SECRETARÍA DE PRENSA DE LA C.S. DE LA CONC | 3000  | 1976-1992              |

| ARCHIVO SONORO (FONOTECA) | PERIOCIDAD QUE ABARCAN          |
| COLECCIÓN “RADIO OBRERA” | 1981-1983                       |
| COLECCIONES ORALES -Colección “Biografías Obreras. Fuentes orales y militancia sindical”(1939-1978). -Colección Sebastián Balfour “La dictadura, los trabajadores y la ciudad”(1939-1988). -Colección Dora Palomero “Los trabajadores de Enasa durante el franquismo”(1939-1975). -Colección Angelina Puig i Valls “De Pedro Martínez a Sabadell”(1920-1975). -Colección Elionor Sallés | 1996-2000 1983 1993 1984-1987 - |

| ARCHIVO AUDIOVISUAL (Filmoteca, Videoteca) | TOTAL | PERIOCIDAD QUE ABARCAN |
| PELÍCULAS                                  | 85    | 1954-1977              |
| VIDEOS                                     | 55    | 1989-1999              |
| DVD                                        | -     | -                      |

| COLECCIONES DE REVISTAS:“La Premsa Silenciada Exili, Clandestinitat, Contrainformació” (1939-1977) | PUBLICACIONES |
| Clandestina de Organizaciones Sindicales (CS)                                                      | 208           |
| Clandestina de Trabajadores/as en empresas (CT)                                                    | 104           |
| Clandestinas de Organizaciones Políticas (CP)                                                      | 230           |
| Clandestina de Movimientos Sociales de Barrio (CSB)                                                | 30            |
| Clandestina de Organizaciones Juveniles (CJ)                                                       | 41            |
| Clandestina de Movimientos de Estudiantes (CE)                                                     | 43            |
| Clandestina de Movimientos Cristianos (CC)                                                         | 5             |
| Clandestina de Militares (CM                                                                       | 5             |
| Clandestina de Tipo General (CG)                                                                   | 48            |

Otras Colecciones:
Colecciones de otras materias propagandísticas como llaveros, banderolas, pancartas, etc.
Colecciones de arte. Formado por la donación de obras de arte de diferentes artistas

## Servicios

### Ubicación
El Archivo Histórico de Comisiones Obreras de Cataluña (AHCO) y la Fundación Cipriano García se encuentran ubicados en Via Layetana 16, planta subterráneo, 08003 Barcelona. Teléfono: 934812852 Fax: 934812879 correo electrónico: arxiu@ccoo.cat

Líneas de autobuses: 17, 19, 40, 45, 120.
Línea de metro: L4

### Servicios y horarios
Servicios
Consulta en sala. (Libre acceso. Recomendable concertar previamente día y hora de consulta).
Reproducción de documentos.
Información y referencia.
Difusión cultural (a través de jornadas y publicaciones).
Cooperación con entidades de archivos y culturales.
Biblioteca auxiliar.
Horarios
De lunes a viernes de 9:30 a 13:30 y de 16:30 a 18:30 horas.
Del 9 al 23 de agosto, ambos inclusive, el archivo se mantendrá cerrado.

### Personal del archivo
Dirección del Archivo Histórico: Javier Tébar Hurtado.
Documentalista: Juan Manuel García Simal

### Otras actividades de interés de la Fundació Cipriano García
La fundació Cipriano García -CCOO de Cataluña es una entidad privada, sin ánimo de lucro creada en 1992 con dos objetivos claros:
Impulsar la reflexión, el estudio e investigación en relación con lo que son los valores de transformación social que defiende Comisiones Obreras.
Recuperar, preservar y difundir el patrimonio histórico documental de Comisiones Obreras, así como documentos relacionados con la historia del movimiento sindical y el resto de movimientos sociales catalanes, especialmente a partir de la década de los sesenta.
Para desarrollar estos objetivos la Fundació lleva a cabo diferentes actividades, como la gestión del AHCO, pero no es la única. También podemos hacer mención a:
- El Seminari de Salvador Seguí: Creado en 1999 como un espacio para profundizar, actualizar y extender las reflexiones sobre el modelo de sindicato de clase y nacional de CCOO de Cataluña. De forma anual, en torno al día de la Diada Nacional de Cataluña (11 de septiembre), se organizan las Jornadas del mencionado seminario.

- Els dilluns del Cipri: Es una reunión mensual, donde se invita a participar a diferentes personas del mundo social, económico o académico para que aporten sus reflexiones y con las cuales se pueda compartir experiencias en la búsqueda de un proyecto social alternativo.

- El Premi Ángel Rozas: Busca incentivar y potenciar el estudio de jóvenes investigadores en al ámbito de las ciencias sociales en relación con el mundo del trabajo. Este premio se convoca conjuntamente con la Caixa de Catalunya con carácter bianual.

- El Premi Aurora Gómez: Es un reconocimiento a la lucha feminista en el terreno laboral, sindical y en la búsqueda de la no discriminación por razón de género, resaltando el trabajo de las mujeres y su contribución a los derechos de ciudadanía. Escde carácter anual.

- Encuentro de Investigadoras sobre el Franquismo: Cada cuatro años, la Red de Archivos de CCOO organiza este encuentro, donde participan destacados investigadores de España y de Europa.

- Seminario "El movimiento obrero a la gran ciudad. De la movilización sociopolítica a la crisis económica (1960-1980)":
- Seminario internacional organizado por la Fundación Cipriano García junto con el Centro de Estudios sobre la época Franquista y Democrática (CEFID) de la Universidad Autónoma de Barcelona

De forma participativa y no organizativa también podemos destacar:
- El Seminario Internacional "Represión, derechos humanos, memoria y archivos": Papel fundamental de este archivo en congresos y seminarios relacionados con las víctimas de la represión y la violación de los derechos humanos.

- Una presencia decisiva. Crónica gráfica de CCOO de Catalunya, 1964-2008: historia gráfica de CCOO de Catalunya, realizada a partir de las imágenes que se conservan en el Archivo Histórico de CCOO de Catalunya, y que ofrece una visión de la trayectoria del sindicato durante estos años.

- Exposición "Memoria democrática, proyecto solidario”. Exposición conmemorativa del XXV aniversario de la “Asamblea de Barcelona”, del año 1976. Se expuso en el Museo de Historia de Catalunya y hacía un repaso a la historia y trayectoria de CCOO a raíz de su transformación en sindicato.

## Red de Archivos Históricos y Patrimonio Documental de CCOO
Los Archivos de la Confederación Sindical de Comisiones Obreras (CCOO) fueron creados a finales de los ochenta, y desde 1997 están integrados en una Red descentralizada orgánica y territorialmente, que funciona de forma coordinada, de acuerdo con unas normas básicas, y con la voluntad de adoptar unos criterios archivísticos homogéneos.
El objetivo principal de los Archivos Históricos de CCOO es la recuperación, organización y difusión de su patrimonio cultura, a través de la gestión de los archivos por fundaciones culturales y actividad combinada como publicaciones de estudios, exposiciones y organización de jornadas de debate, destacando desde 1992 los “Encuentros de Investigadores del Franquismo”.
Los Archivos Históricos que configuran dicha Red son: Archivo Histórico del Trabajo. Fundación Primero de Mayo; Archivo Histórico do S. N. de CCOO de Galicia. Fundación 10 de Marzo; Arxiu Historic Sindical José Luis Borbolla; Archivo Histórico de la Fundación Juan Muñiz Zapico; Archivo Histórico de la C. S. de CCOO de les Elles; Archivo Histórico de CC. OO. Andalucía. Fundación Estudios Sindicales y el Arxiu Històric de Comissions Obreres de Catalunya. Fundació Cipriano García; Archivo del Movimiento Obrero Extremeño. Fundación Cultura y Estudios de CC.OO de Extremadura.
En conjunto albergan más de 1500 metros lineales de documentos, de los cuales 1180 metros corresponden a documentación de CCOO. Además del considerable volumen de documentos de archivo, también se puede destacar los archivos gráficos, fotográficos, orales y audiovisuales. Asimismo, cuentan con importantes hemerotecas y bibliotecas auxiliares especializadas en la historia del sindicalismo, del mundo del trabajo y de los movimientos sociales.